# Ник Ђељошај
Ник Ђељошај (алб. Nik Gjeloshaj; Тузи, 1979) црногорски је политичар албанског порекла. Председник је општине Тузи од 23. марта 2019.
Вођа је Албанске алтернативе. На црногорским парламентарним изборима 2020. био је први на листи Албанске листе коју су формирале Нова демократска снага (ФОРЦА), Албанска алтернатива (АА), Албанска коалициона перспектива (АКП) и Демократска лига Албанаца (ДСА).